# General topništva
General topništva (njem. general der artillerie, rus. генерал от артиллерии) je vojni čin karakterističan za njemačku, austro-ugarsku i rusku vojsku.
U Njemačkoj je navedeni čin postojao u njemačkoj vojsci za vrijeme Njemačkog Carstva (Deutsches Heer), njemačkoj vojsci za vrijeme Weimarske Republike (Reichswehr), te njemačkim oružanim snagama u Trećem Reichu (Wehrmacht). Časnici u pješaštvu imali su ekvivalentni čin generala pješaštva, dok su časnici u konjaništvu imali ekvivalentni čin generala konjice. Prema hijerarhiji čin ispod generala topništva bio je čin general-poručnika, dok je neposredno viši čin bio čin general-pukovnika. Čin je također korišten u Hrvatskom domobranstvu Nezavisne Države Hrvatske tijekom Drugog svjetskog rata.
U Austro-Ugarskoj, odnosno Habsburškoj Monarhiji, također je postojao taj čin, s izvornim nazivom Feldzeugmeister.
U Rusiji čin generala topništva postojao je za vrijeme Ruskog Carstva i dodjeljivao se pretežno generalima njemačkog podrijetla. Čin je u rusku vojsku uveo car Pavao 29. studenoga 1796. godine. Kao i u njemačkoj vojsci, za pješaštvo i konjicu postojali su ekvivalentni činovi generala pješaštva odnosno generala konjice. U sovjetskoj Rusiji dekretom od 16. studenoga 1917. navedeni čin je ukinut.

## Vanjske poveznice
- O generalu topništva u nekim jezicima